# Pilar Alegría
María del Pilar Alegría Continente (ur. 1 listopada 1977 w Saragossie) – hiszpańska polityk i działaczka samorządowa, parlamentarzystka, od 2021 minister w hiszpańskim rządzie.

## Życiorys
Z wykształcenia nauczycielka, absolwentka Universidad de Zaragoza. Magisterium z edukacji społecznej uzyskała na Uniwersytecie Complutense w Madrycie. Dołączyła do Hiszpańskiej Socjalistycznej Partii Robotniczej (PSOE) i centrali związkowej Unión General de Trabajadores. Pracowała jako szkoleniowiec w związku zawodowym oraz jako sekretarz w administracji związkowej. W latach 2008–2015 sprawowała mandat posłanki do Kongresu Deputowanych. Od 2014 była sekretarzem do spraw organizacyjnych w regionalnych struktur PSOE w Aragonii. W 2015 została wybrana do aragońskiego parlamentu, po czym powołana w skład rządu wspólnoty autonomicznej, w którym do 2019 odpowiadała za sprawy innowacji, badań naukowych i szkolnictwa wyższego. W 2019 bez powodzenia ubiegała się o urząd alkada Saragossy, weszła w skład zgromadzenia miejskiego. W lutym 2020 powołana na delegata rządu Hiszpanii w Aragonii.
W lipcu 2021 została ministrem edukacji i kształcenia zawodowego w drugim gabinecie Pedra Sáncheza. W 2023 ponownie wybrana w skład niższej izby Kortezów Generalnych. W listopadzie 2023 objęła stanowisko ministra edukacji, kształcenia zawodowego i sportu w trzecim gabinecie dotychczasowego premiera; została również rzecznikiem prasowym rządu.